# Angrivarii

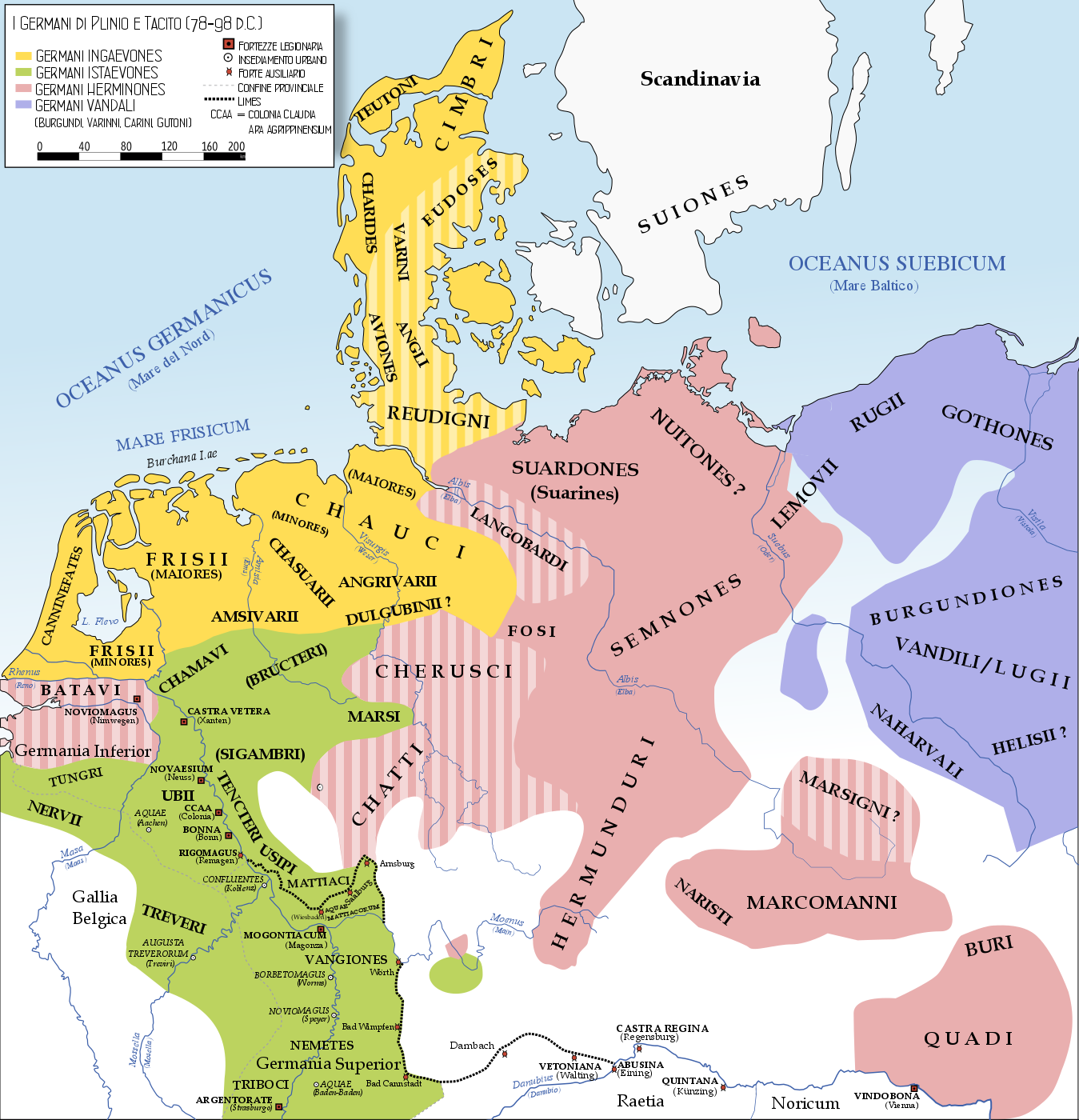
Le peuple Angrivari, selon Tacite, était situé au nord des Bructères, au sud des Frisons, à l’est des Camaviens, au nord-ouest des Dulgubini et à l’est des Cassosars.

Les Angrivariens ou Angrivarii furent un peuple germanique au temps de la Rome antique. Leur nom est probablement la forme latine ancienne qui donnera ultérieurement, lors des invasions de la Bretagne insulaire, leur nom aux Angles, qu'on retrouve également dans une péninsule au nord de l'estuaire de l'Elbe.
Avec les Westphales et les Ostphales, ils étaient un des trois peuples à se partager la Saxe primitive.
Ils habitaient sur le Weser, au nord des Chérusques, dans le pays qui fut nommé depuis Angrie et qui contenait les pays de Brême, Verden, Oldenbourg, Frise orientale, Grœmngue, Osnabrück, Hoya, Calenberg, Lippe, Munster, Minden, Pyrmont, Corvey, Paderborn, Waldeck.
L'Angrie était le domaine de Widukind.

## Source
Marie-Nicolas Bouillet  et Alexis Chassang (dir.), « Angrivarii » dans Dictionnaire universel d’histoire et de géographie, 1878 (lire sur Wikisource)